# تينغري (مدينة)
تينغري (بالإنجليزية: Tingri (town))‏ هي بلدة تقع في الصين في Tingri County. يقدر عدد سكانها وترتفع عن سطح البحر 4,348 متر.